# Salvatore Pappalardo (Bischof)

Erzbischofswappen von Salvatore Pappalardo

Salvatore Pappalardo (* 18. März 1945 in Nicolosi) ist ein italienischer Geistlicher und emeritierter römisch-katholischer Erzbischof von Syrakus.

## Leben
Salvatore Pappalardo empfing am 30. Juni 1968 die Priesterweihe für das Erzbistum Catania und wurde an der Päpstlichen Lateranuniversität zum Doktor des kanonischen Rechts promoviert. Im Erzbistum Catania wirkte er als Religionslehrer, Gemeindepfarrer (als solcher von 1976 bis 1989 in seiner Heimatstadt Nicolosi) und Vizerektor des Priesterseminars. Pappalardo war zudem Kanzler der diözesanen Kurie in Catania. 1989 stieg er zum Generalvikar des Erzbistums auf, was er bis zu seiner Bischofsernennung blieb.
Papst Johannes Paul II. ernannt ihn am 5. Februar 1998 zum Bischof des Bistums Nicosia. Die Bischofsweihe spendete ihm am 5. März 1998 der Erzbischof von Catania Luigi Bommarito; Mitkonsekratoren waren Giuseppe Costanzo, Erzbischof von Syrakus, und der Apostolische Nuntius in Brasilien Alfio Rapisarda.
Benedikt XVI. ernannte ihn 2008 zum Erzbischof des Erzbistums Syrakus. In der Sizilianischen Bischofskonferenz war Salvatore Pappalardo Delegierter für die Liturgie. Im September 2010 wurde er in der übergeordneten Italienischen Bischofskonferenz Mitglied der Bischöflichen Kommission für Liturgie, dieser gehörte er bis September 2019 an.
Am 24. Juli 2020 nahm Papst Franziskus das von Salvatore Pappalardo aus Altersgründen vorgebrachte Rücktrittsgesuch an. und benannte Francesco Lomanto als Nachfolger.